# Le Veuf (roman)
Le Veuf est un roman de Georges Simenon, paru en 1959 aux Presses de la Cité.
Simenon écrit ce roman à Noland, Échandens (canton de Vaud), Suisse, en juillet 1959.

## Personnages
- Bernard Jeantet : dessinateur-maquettiste travaillant pour divers périodiques. Veuf de Jeanne Moussu. 40 ans.
- Jeanne Moussu : épouse de Bernard Jeantet, 28 ans.
- Mlle Couvert : 65 ans, couturière.
- Pierre : 10 ans, fils naturel de Jeanne Moussu.

## Résumé
Le  récit est divisé en deux parties : la première partie comporte cinq chapitres, la seconde partie comporte trois chapitres.

### Première partie
Bernard Jeantet, inquiet de ne pas trouver sa femme en rentrant le soir dans son modeste appartement de la Porte Saint-Denis, apprendra par la police, après deux jours d'attente, qu'elle s'est empoisonnée au gardénal, dans une chambre d'un luxueux hôtel meublé des Champs-Élysées. La mise en scène dont elle s'est entourée – robe blanche, fleurs, champagne – rend sa mort d'autant plus troublante que l'ami qui venait chaque semaine la rejoindre en cet hôtel est, au moment du drame, éloigné de Paris pour ses affaires.
Jeantet est persuadé qu'avant de se donner la mort, sa femme a dû laisser une lettre. Cette lettre, qu'il réclame en vain aux inspecteurs chargés de l'enquête comme au personnel du meublé, lui expliquerait sans doute le mobile d'un acte qu'il cherche à comprendre. Jeanne Moussu n'était-elle pas heureuse depuis qu'il l'avait épousée après l'avoir recueillie, huit ans plus tôt, et sauvée, alors qu'elle était fille en carte, de la vengeance d'un souteneur ? 

### Seconde partie
Installé dans son veuvage, Jeantet repasse le temps vécu en compagnie de Jeanne : les difficultés de leur entente physique, la médiocrité d'une existence faite de monotonie et de quiétude apparente. Pas d'autres témoins qu'une vieille demoiselle qui habite l'étage supérieur avec Pierre, un garçonnet de 10 ans qu'elle élève. Mais les insinuations de plus en plus précises de cette Mlle Couvert (« Jeanne ne cherchait même pas à être heureuse »), puis la révélation que Pierre est le fils que Jeanne n'a osé avouer à Jeantet font comprendre à celui-ci que sa bonne volonté n'a été prise que pour de la mollesse et de l'indulgence. Et une indulgence chichement mesurée, comme le lui fera sentir avec dureté l'ami de la victime, le riche M. Jacques Beaudoin, au cours d'une entrevue où Jeantet comprend enfin qu'il est désormais superflu de rechercher la mystérieuse lettre de Jeanne, cette lettre dont la femme de l'inspecteur Sauvegrain retrouve par hasard quelques débris d'enveloppe en nettoyant le pantalon de son mari...

## Aspects particuliers du roman
Le récit s’étend longuement sur la disparition de Jeanne et sur l’enquête qui s’ensuit, avant de faire place au travail souterrain qui s’accomplit chez Jeantet découvrant peu à peu une vérité insoupçonnée. Quelques retours en arrière évoquent les débuts de la vie du couple.

## Espace
- Paris (principalement boulevard Saint-Denis et rue de Berri).

## Temps
- Époque contemporaine.

## Éditions
- Prépublication en feuilleton dans l'hebdomadaire Les Nouvelles littéraires, n° 1680-1693 du 12 novembre 1959 au 18 février 1960, avec des illustrations de Claude Forest
- Édition originale : Presses de la Cité, 1959
- « Tout Simenon », tome 10, éd. France Loisirs, 1990, pages 329 à 434  (ISBN 2-7242-6094-5), réédité chez éd. Omnibus, 2002  (ISBN 978-2-258-06051-7).
- Romans durs, tome 10, Omnibus, 2013  (ISBN 978-2-258-09397-3)
- Romans durs, tome 10, Omnibus, 2023  (ISBN 978-2-258-20267-2)

## Adaptations
- 1990 : De Weduwnaar et Une Femme marquée, téléfilm belge réalisé par Paul Cammermans, avec Peter van den Eede (Weduwnaar), Wivineke van Groningen (la prostituée) et Henri Garcin (M. Georges).

## Source bibliographique
- Maurice Piron, Michel Lemoine, L'Univers de Simenon, guide des romans et nouvelles (1931-1972) de Georges Simenon, Presses de la Cité, 1983, p. 206-207  (ISBN 978-2-258-01152-6)